# Eike Schmidt (Kunsthistoriker)

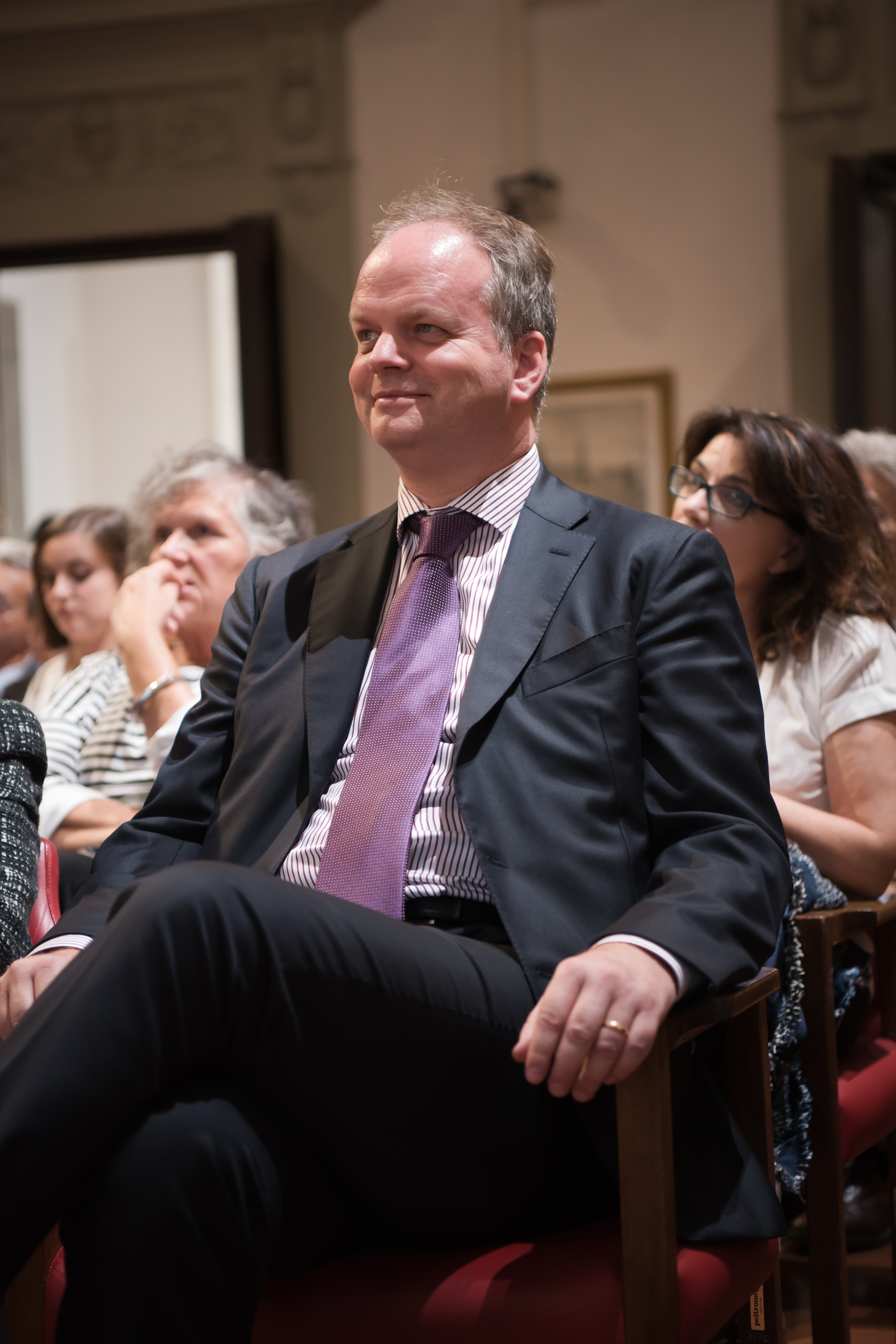
Eike Schmidt (2016)

Eike Dieter Schmidt (* 22. April 1968 in Freiburg im Breisgau) ist ein deutsch-italienischer Kunsthistoriker. Er war von 2015 bis 2023 Museumsdirektor der Uffizien in Florenz. Seit 2024 leitet er das Nationalmuseum Capodimonte in Neapel.

## Leben
Eike Schmidt studierte Moderne und Mittelalterliche Kunst an der Universität Heidelberg. In den neunziger Jahren lebte und arbeitete er mehrere Jahre als Stipendiat in Florenz und Bologna. Danach arbeitete er bis 2001 am Deutschen Kunsthistorischen Institut in Florenz. Er erhielt 1997 den Nicoletta Quinto-Nachwuchspreis der Galileo-Galilei-Stiftung.
Er ging 2001 als Kurator an die National Gallery of Art in Washington, D.C. und von 2006 bis 2008 an das J. Paul Getty Museum in Los Angeles und war ein Jahr Direktor für europäische Plastik im Auktionshaus Sotheby’s in London.
Im Jahr 2009 wurde Eike D. Schmidt in Heidelberg mit einer Arbeit über die Elfenbeinskulpturen der Medici promoviert. Ab 2009 leitete Schmidt im Minneapolis Institute of Art die Skulpturenabteilung und kuratierte in dieser Zeit im Palazzo Pitti eine Ausstellung barocker Elfenbeinkunst.
Im September 2015 wurde er zum Leiter der Uffizien der italienischen Kulturmetropole Florenz ernannt. Er forderte die Rückgabe von Raubkunst, insbesondere eines Stilllebens von Jan van Huysum, das deutsche Soldaten 1944 aus der Villa Bossi Pucci entwendet hatten. Seit 2017 ist er Honorarprofessor an der Humboldt-Universität zu Berlin.  Vom 21. Juni 2018 bis 7. Oktober 2018 veranstaltete Schmidt in den Uffizien und dem Boboli-Garten die Ausstellung  Fritz Koenig 1924–2017. La Retrospettiva, die bisher umfangreichste Retrospektive über das künstlerische Schaffen des international renommierten deutschen Bildhauers Fritz Koenig. Die Koenig-Retrospektive war mit rund 160 Exponaten die größte Skulpturenausstellung für einen einzelnen Künstler, die es in Florenz und ganz Italien je gab und lockte 1,2 Millionen Besucher an.
Ab November 2019 hätte er die Leitung des Kunsthistorischen Museums in Wien von Sabine Haag übernehmen sollen, sagte aber kurzfristig am 1. Oktober 2019 ab.
Zu Beginn des Jahres 2020 führte eine kontroverse Diskussion um die Leihgabe eines Gemäldes von Papst Leo X. an eine Raffael-Schau in Rom – die bisher größte diesem Künstler gewidmete Ausstellung, gemeinsam organisiert von den Uffizien und den Scuderie del Quirinale – zum Rücktritt aller vier Mitglieder des wissenschaftlichen Komitees der Uffizien, da das Gemälde auf der Sperrliste stand, nach der es die Sammlung nicht verlassen dürfe. Diese Sperrliste bezieht sich jedoch ausschließlich auf Ausleihen ins Ausland; das Kultusministerium vertrat die Auffassung, es liege im Ermessen des Museumsdirektors, Ausnahmen davon zu autorisieren.
Im August 2023 nahm Schmidt die italienische Staatsangehörigkeit an.
2024 übernahm Schmidt die Leitung des Nationalmuseums Capodimonte in Neapel.
Schmidt trat bei den Kommunalwahlen in Italien 2024 für das Amt des Bürgermeisters der Stadt Florenz an. Bei der am 23. und 24. Juni stattfindenden Stichwahl unterlag er mit 39,4 Prozent der Sozialdemokratin Sara Funaro. Er gehört keiner Partei an und wurde von einer Koalition aus den rechtskonservativen, postfaschistischen Fratelli d’Italia, der christdemokratischen Forza Italia und der rechtspopulistischen Lega unterstützt.

## Schriften (Auswahl)
- Francis van Bossuit: the third dimension. Essay. Photogr. von Christian Mitko. E. D. Schmidt, München 2014.
- mit Giovanni Casini; Pietro Cipriani; Rita Balleri; David Ekserdjian; Dan Dennehy; Kaywin Feldman: The Hours of Night and Day: a rediscovered cycle of bronze reliefs by Giovanni Casini and Pietro Cipriani. Minneapolis Institute of Arts, Minneapolis 2014.
- Das Elfenbein der Medici: Bildhauerarbeiten für den Florentiner Hof von Giovanni Antonio Gualterio, dem Furienmeister, Leonhard Kern, Johann Balthasar Stockamer, Melchior Barthel, Lorenz Rues, Francis van Bossuit, Balthasar Griessmann und Balthasar Permoser. Hirmer, München 2012.
- Fruits of desire: a seventeenth-century carved ivory cup. J. Paul Getty Museum, Los Angeles 2009.
- mit Nicholas Penny (Hrsg.): Collecting sculpture in early modern Europe. Yale University Press, New Haven 2008, ISBN 978-0-300-12160-5.
- mit Roberta Panzanelli, Kenneth Lapatin (Hrsg.): The Color of Life: Polychromy in Sculpture from Antiquity to the Present. Ausstellungskatalog. Getty Research Institute, Los Angeles 2008, ISBN 0-89236-918-3.
- Paul Heermann (1673–1732). Meister der Barockskulptur in Böhmen und Sachsen. Neue Aspekte seines Schaffens. S. Mehringer, München 2005, ISBN 3-9809470-1-7.
- Die Überlieferung von Michelangelos verlorenem Samson-Modell. In: Mitteilungen des Kunsthistorischen Institutes in Florenz. Band 40, Heft 1/2, 1996, S. 78–147.